# Infixnotation
Die Infixnotation ist die allgemein gebräuchliche Form der mathematischen Notation, bei der die Operatoren zwischen die Operanden gesetzt werden. Sie wird auch Algebraische Notation genannt. Beispiel:
```
1 + 2 · 8 / 12
```

Allerdings kann diese Darstellung zu Verwirrung führen, da das Ergebnis von der Operatorrangfolge (Reihenfolge der Abarbeitung der Rechenoperationen) abhängt.
Bei o. g. Beispiel sind z. B. folgende Abarbeitungen denkbar:
- von links nach rechts:

```
1 + 2 = 3
3 · 8 = 24
24 / 12 = 2
```

- Punktrechnung vor Strichrechnung (allgemein gebräuchliche Form):

```
2 · 8 = 16
16 / 12 = 1,333...
1 + 1,333... = 2,333...
```

Doch auch hier gibt es noch Mehrdeutigkeiten, etwa bei dem Ausdruck 1/2·3:
- von rechts nach links als 1/(2·3):

```
2 · 3 = 6
1 / 6 = 0,1666...
```

- von links nach rechts als (1/2)·3 (allgemein gebräuchliche Form)

```
1 / 2 = 0,5
0,5 · 3 = 1,5
```

Man hat sich deshalb bei der Infixnotation auf bestimmte Regeln zur Abarbeitung komplexerer Rechenoperationen geeinigt. Diese legen Prioritäten für einzelne Operatoren-Gruppen fest. So wird zum Beispiel Punktrechnung (Multiplikation, Division) vor der Strichrechnung (Addition, Subtraktion) ausgeführt. Treffen mehrere Punktrechnungen oder mehrere Strichrechnungen aufeinander, dann werden sie von links nach rechts ausgewertet; man sagt, die betroffenen Operatoren sind linksassoziativ.
Noch vor den Punktrechnungen werden Potenzierungen ausgewertet, sodass z. B. {\displaystyle a\cdot b^{c}=a\cdot (b^{c})} ist. Die Potenzierung ist zudem rechtsassoziativ, wird also im Gegensatz zu Punkt- und Strichrechnungen von rechts nach links ausgewertet. Das bedeutet, dass beispielsweise der Ausdruck {\displaystyle a^{b^{c^{d}}}} als {\displaystyle a^{(b^{(c^{d})})}} gelesen werden muss.
Um die solcherart vordefinierte Operatorrangfolge zu verändern, benutzt man unterschiedliche Arten von Gliederungszeichen, wie die hier schon verwendeten Klammern. Mehr zum Thema der Gliederungszeichen siehe unter Operatorrangfolge: Gliederungszeichen.